# フィルムフェア賞 南インド映画部門
フィルムフェア賞 南インド映画部門（フィルムフェアしょう みなみインドえいがぶもん、Filmfare Awards South）は、インドのザ・タイムズ・グループが主催する映画賞であるフィルムフェア賞のうち、南インド映画（タミル語映画、テルグ語映画、カンナダ語映画、マラヤーラム語映画）を受賞対象とした部門。授賞式は毎年チェンナイとハイデラバードで開催されている。
国家映画賞と異なり、フィルムフェア賞は大衆と選考委員会の投票によって受賞者・受賞作品が選出される。フィルムフェア賞は全ての言語映画を対象とした国家映画賞には劣るものの、アカデミー賞に匹敵する権威のある映画賞と見做されている。

## 歴史
1953年にヒンディー語映画を受賞対象としたフィルムフェア賞が創設され、チェンナイで授賞式が開催された。1963年に初めてタミル語映画、テルグ語映画、マラーティー語映画、ベンガル語映画を対象とした長編映画賞が創設され、1966年には新たにマラヤーラム語映画を対象とした長編映画賞が創設された。1969年にはカンナダ語映画が受賞対象に追加されている。1972年には南インド映画部門に主演男優賞、主演女優賞、監督賞が創設され、1980年代に特別賞、1990年代に音楽監督賞が創設された。1983年に特別功労賞が創設され、同時期には新人男優賞と新人女優賞が創設された。1997年からは男性プレイバックシンガー賞と女性プレイバックシンガー賞が創設された。2002年にはテルグ語映画とタミル語映画を対象にした助演男優賞がそれぞれ創設され、2005年からはカンナダ語映画とマラヤーラム語映画にも創設されている。コメディアン賞は2002年から2006年にかけて授与されたが、以降は廃止されている。

## トロフィー
受賞者に授与されるトロフィーは、両手を挙げた女性が踊っている姿をかたどっており、「ブラックレディ(The Black Lady)」と呼ばれている。トロフィーはザ・タイムズ・オブ・インディアのアートディレクターであるウォルター・ランガンミールの下でN・G・パーンサレーがデザインしており、高さ46.5センチメートル、重量が5キログラムの青銅製となっている。映画賞創設25周年の際には銀製のトロフィーが作られ、50周年の際には金製のトロフィーが作られている。

## 映画賞

### クリエイティブ賞

#### テルグ語映画部門
- 作品賞（英語版）：1963年創設
- 監督賞：1972年創設
- 主演男優賞：1972年創設
- 主演女優賞（英語版）：1972年創設
- 助演男優賞：2002年創設
- 助演女優賞（英語版）：2002年創設
- 音楽アルバム賞：1990年創設
- 作詞賞（英語版）：2005年創設
- 男性プレイバックシンガー賞（英語版）：1997年創設
- 女性プレイバックシンガー賞（英語版）：2004年創設

#### タミル語映画部門
- 作品賞（英語版）：1963年創設
- 監督賞（英語版）：1972年創設
- 主演男優賞：1972年創設
- 主演女優賞（英語版）：1972年創設
- 助演男優賞（英語版）：2002年創設
- 助演女優賞（英語版）：2002年創設
- 音楽アルバム賞：1990年創設
- 作詞賞（英語版）：2005年創設
- 男性プレイバックシンガー賞（英語版）：2005年創設
- 女性プレイバックシンガー賞（英語版）：1999年創設

#### マラヤーラム語映画部門
- 作品賞（英語版）：1966年創設
- 監督賞（英語版）：1972年創設
- 主演男優賞（英語版）：1972年創設
- 主演女優賞（英語版）：1972年創設
- 助演男優賞（英語版）：2006年創設
- 助演女優賞（英語版）：2006年創設
- 音楽アルバム賞（英語版）：1990年創設
- 作詞賞（英語版）：2006年創設
- 男性プレイバックシンガー賞：2006年創設
- 女性プレイバックシンガー賞（英語版）：2006年創設

#### カンナダ語映画部門
- 作品賞（英語版）：1969年創設
- 監督賞（英語版）：1972年創設
- 主演男優賞（英語版）：1972年創設
- 主演女優賞（英語版）：1972年創設
- 助演男優賞：2006年創設
- 助演女優賞（英語版）：2006年創設
- 音楽アルバム賞（英語版）：1990年創設
- 作詞賞（英語版）：2006年創設
- 男性プレイバックシンガー賞（英語版）：2006年創設
- 女性プレイバックシンガー賞（英語版）：2006年創設

### 技術賞
- 美術賞：1998年創設
- 撮影賞（英語版）：1997年創設
- 振付賞（英語版）：1997年創設
- 特殊効果賞：2012年創設
- 衣装デザイン賞：2010年創設
- アクション監督賞：2005年創設
- 編集賞：2005年創設

### 特別賞
- 特別賞（英語版）：1965年創設
- 生涯功労賞（英語版）：1983年創設
- カンナダ語映画部門審査員選出男優賞：2016年創設
- マラヤーラム語映画部門審査員選出男優賞：2014年創設
- タミル語映画部門審査員選出男優賞：2012年創設
- テルグ語映画部門審査員選出男優賞：2016年創設
- カンナダ語映画部門審査員選出女優賞：2016年創設
- マラヤーラム語映画部門審査員選出女優賞：2016年創設
- タミル語映画部門審査員選出女優賞：2012年創設
- テルグ語映画部門審査員選出女優賞：2016年創設
- 新人男優賞（英語版）：2000年創設
- 新人女優賞（英語版）：1997年創設

### 廃止された賞
- タミル語映画部門コメディアン賞：2002年 - 2006年
- テルグ語映画部門コメディアン賞：2002年 - 2005年
- タミル語映画部門悪役賞：2002年 - 2005年
- テルグ語映画部門悪役賞：2002年 - 2005年